# Salată de vinete

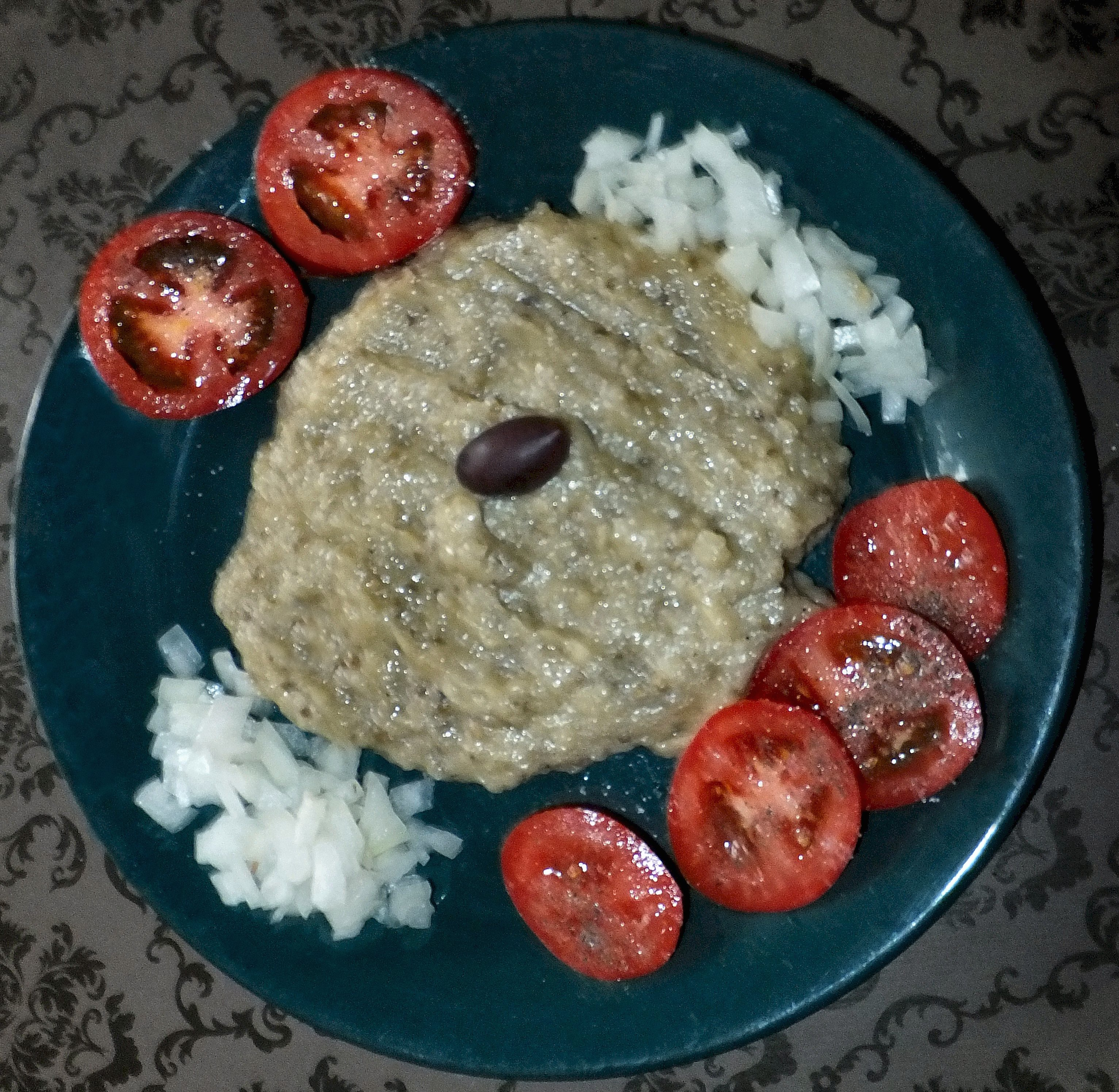
Salată de vinete

La Salată de vinete (ensalada de berenjenas) es un plato tradicional de la cocina rumana (similar al plato de cocina india: baigan ka bharta y al baba ghanoush de la cocina egipcia) elaborado con berenjenas asadas (al horno, en la barbacoa o directamente al fuego) peladas y machacadas, a las que se le añade aceite, cebolla picada y sal. Se sirve frío o caliente, en tostadas, como aperitivo o como guarnición en platos de carne, sobre todo cordero.
Hay una variante con salsa de sésamo que también resulta deliciosa.